# Вестхілл
Ве́стхілл (англ. Westhill) — місто на північному сході Шотландії, в області Абердиншир.
Населення міста становить 10 750 осіб (2006).